# Ковалёва, Клавдия Петровна
Клавдия Петровна Ковалёва (15 апреля 1925 — 16 января 1943, Краснодон) — советская подпольщица, участница антифашистской организации «Молодая Гвардия». 

## Биография
Родилась 15 апреля 1925 года в селе Новоалександровка (Краснодонского района) в семье Петра Васильевича Ковалёва и его жены Ефросиньи Александровны; у неё было два младших брата.
Клавдия закончила восемь классов в школе, когда началась Великая Отечественная война. Не окончив девяти классов устроилась работать телефонисткой в пожарной охране города Краснодона. Вскоре была принята в комсомол, но после оккупации немецкими войсками Краснодона, вместе с семьёй вернулась в Новоалександровку.
Вскоре она вступила в подпольную организацию «Молодая Гвардия», принимая активное участие в деятельности организации, распространяя листовки. В январе 1943 года она была арестована и отправлена в Краснодон, где была подвергнута пыткам. 16 января в числе других членов организации она была сброшена в шурф шахты № 5. После освобождения города Красной Армией вместе с другими казнёнными она была поднята из шахты и похоронена в братской могиле героев на центральной площади города. 

## Награды
- Медаль «Партизану Отечественной войны» 1-й степени (награждена посмертно)
- Орден Отечественной войны 1-й степени (награждена посмертно)